# Folke Törnquist
Henry Folke Mattias Törnqvist, född 9 november 1899 i Norrköping, död 11 juli 1981 i Bandhagen, var en svensk pianist och kompositör.
Törnquist var född i Norrköping och växte upp i Jönköping. Han började i ungdomen som bokhandelsmedhjälpare på Lundequistska bokhandeln i Uppsala, och fick 1923 en tjänst på Nordiska Musikförlaget i Stockholm, där han blev chef för notsortimentet. Under sin tid på förlaget utvecklade han dess notsortiment och kompletterade det med en mängd musiklitteratur.
Törnquist var under 1920-, 1930- och 1940-talet verksam i Sveriges Radio som så kallad dubbelpianist tillsammans med först Margit Öhman-Rudkrantz och sedan Ragnar Bäckström, medan Sonia Estelle stod för sånginsatserna. Som kompositör hade han en omväxlande produktion av dansmusik, visor, romanser och sakrala verk.